# Michael Mronz

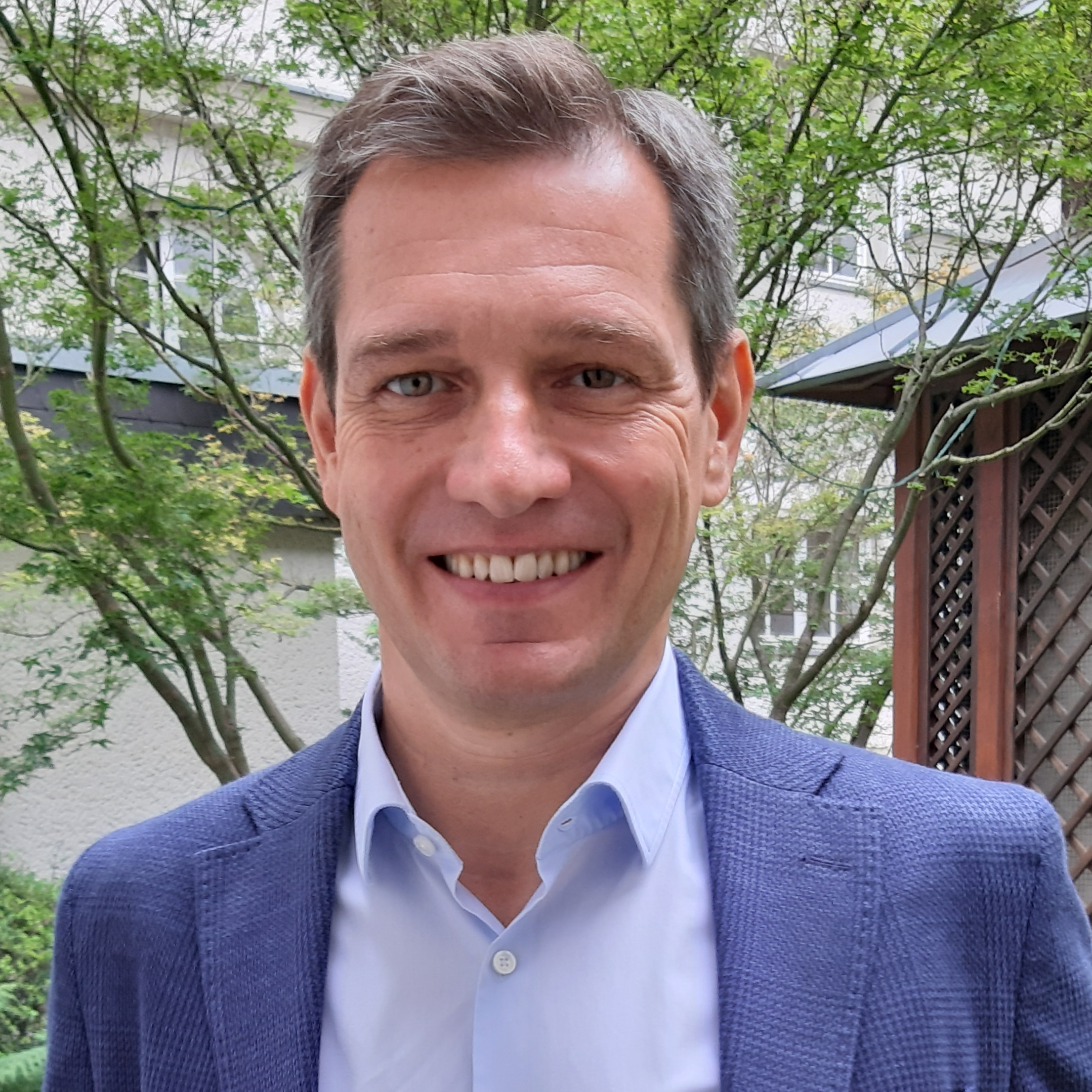
Michael Mronz (2019)

Michael Mronz (* 1. März 1967 in Köln) ist ein deutscher Unternehmer, Sport- und Eventmanager.

## Leben
Michael Mronz wuchs als jüngster Sohn der Galeristin Ute Mronz und des Architekten Johannes Mronz in Köln-Junkersdorf auf. Schon früh begeisterte er sich für den Sport. Sein Bruder ist der frühere Tennisprofi Alexander Mronz. Bereits während des BWL-Studiums in Göttingen begann Michael Mronz Tennisturniere zu organisieren. Im Wintersemester 1999 beendete er sein BWL-Studium an der Universität Köln als Diplom-Kaufmann.

## Karriere
1989 organisierte Michael Mronz sein erstes Tennisturnier, den Pohland Cup in Köln, später dann die Cologne Open.
1992 gründete Mronz die Einzelfirma MM Promotion Michael Mronz, die im November 2016 in Michael Mronz e.K. umbenannt wurde. 2005 gründete er die MMP Event GmbH als Spezialist für Premium Entertainment Events in Deutschland. Aktuelle Projekte sind beispielsweise das ATP-Turnier BMW Open by FWU in München, das größte Darts-Event der Welt, das German Darts Masters, die Weihnachtssingen im Dortmunder Signal Iduna Park und der VELTINS-Arena mit mehr als 80.000 Mitsängern sowie die ProSieben Wintergames.
Michael Mronz berät Unternehmen, Verbände wie auch Einzelpersonen und Vereine in den Bereichen Sport-Sponsoring und Sport-Marketing. Auch die Vermarktung großer TV-Events verantwortete er, die bekanntesten waren Stefan Raabs Wok-WM, der Bundesvision Songcontest und das TV total Turmspringen. Er beriet zudem mehrere Jahre die Organisatoren der deutschen Rennserie DTM und der Leichtathletik-Europameisterschaften 2018 in Berlin.
Michael Mronz, der selbst nicht reitet, ist seit dem 1. Oktober 1997 Geschäftsführer der Aachener Reitturnier GmbH (ART), welche zuständig ist für die Vermarktung des CHIO Aachen, der größten Reitveranstaltung der Welt. Durch diese Position war Mronz auch Chef des Organisationskomitees der Weltreiterspiele 2006, nach der im selben Jahr stattfindenden Fußball-WM die zweitgrößte Sportveranstaltung des Jahres in Deutschland. Erstmals seit der Gründung dieser Weltmeisterschaften des Fahr- und Reitsportes 1990 endete die Veranstaltung mit einer positiven finanziellen Bilanz. Nach dem großen Erfolg der Reit-WM zeichnete das Fachmagazin Horizont Michael Mronz als Sportmanager des Jahres aus.
Bei den Leichtathletik-Weltmeisterschaften 2009 war er als Marketingchef verantwortlich für die Vermarktung und das Ticketing.
Bis Dezember 2003 war er Gesellschafter und Geschäftsführer der American Sports GmbH, wohin die erste Damen- und die erste Herrenmannschaft des Basketball-Bundesligisten RheinEnergie Köln ausgelagert sind. Er schied wegen unterschiedlicher Auffassungen über die zukünftige Ausrichtung der Organisationsstruktur aus.
Seit Januar 2007 war Michael Mronz Vorstandsmitglied des deutschen America’s Cup Teams United Internet Team Germany und dort unter anderem für die Presse und die Vermarktung zuständig.
Seit 2016 ist Michael Mronz Initiator und Organisator der privatwirtschaftlich getragenen Initiative Rhein Ruhr City 2032. Mronz hat dafür ein Konzept entwickelt, das auf Nachhaltigkeit und auf das Nutzen vorhandener Sport- und Veranstaltungsstätten setzt. 2018 gründete Mronz die Rhein Ruhr City GmbH mit Sitz in Essen, die als Veranstalter des Kongresses Metropolitan Cities in Aachen auftritt.
2017 gründete er mit Philipp Jessen, Ex-Chef von stern.de, und dem Ex-Bild-Herausgeber Kai Diekmann das PR-Unternehmen Storymachine mit Sitz in Berlin.
2023 wurde Mronz bei der 141. Vollversammlung in Mumbai als dritter Deutscher in das Internationale Olympische Komitee (IOC) aufgenommen.

## Soziales Engagement
Mronz war 2002 Mitglied des Vorstandes der Hanne-Nüsslein-Stiftung des KTHC Stadion Rot-Weiss. Die Stiftung hat es sich zum Ziel gesetzt, junge Tennistalente zu fördern.
2016 übernahm er nach dem Tod seines Mannes den Vorstandsvorsitz der Westerwelle Foundation, die sich international für Demokratie, Rechtsstaatlichkeit, die soziale Marktwirtschaft, Toleranz und politische und wirtschaftliche Teilhabe einsetzt. Über mehrere Jahre war Mronz im Vorstand der Kinderhilfsorganisation „Ein Herz für Kinder“, zuletzt als Vorstandsvorsitzender.

## Persönliches

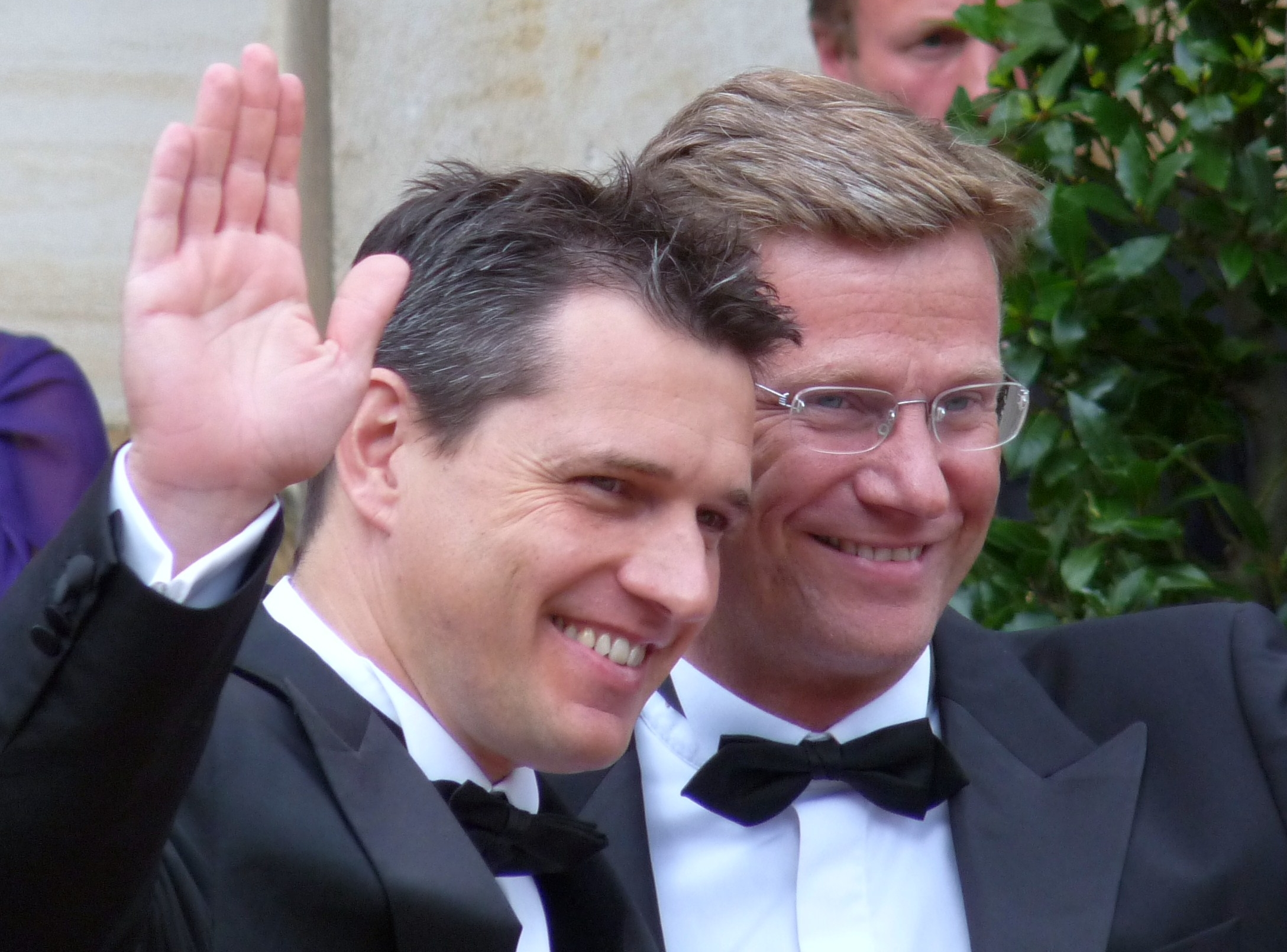
Michael Mronz (l.) und sein Lebenspartner Guido Westerwelle (2009)

Mronz war ab 2003 der Lebensgefährte des FDP-Politikers Guido Westerwelle. Am 17. September 2010 gingen Michael Mronz und Guido Westerwelle (damals Außenminister im Kabinett Merkel II) in Bonn eine Lebenspartnerschaft ein. Westerwelle starb am 18. März 2016 an den Folgen einer Leukämie.